# Knüppelrussen
Als Knüppelrussen wurden im napoleonischen Satellitenstaat Großherzogtum Berg meist jugendliche Rebellen bezeichnet, die nach der Niederlage Napoleons im Russlandfeldzug 1812 auftraten. Die Aufständischen wurden so bezeichnet, weil sie die Russen hochleben ließen und sich mit Knüppeln bewaffnet hatten.
Nach dem Abzug von Großherzog Joachim Murat 1808 unterstand die Bevölkerung des Großherzogtums Berg de facto der direkten Kontrolle Napoleons. Die Behörden steigerten wegen der fortgesetzten Kriege Napoleons drastisch die Einberufungen zum Kriegsdienst und die Abgabeforderungen. Tausende junger Männer aus dem Bergischen hatten zu diesem Zeitpunkt auf den Eroberungsfeldzügen Napoleons in Spanien, Italien und in Russland schon ihr Leben gelassen. Nachdem Napoleons Armee in Russland 1812 untergegangen war, wurden per Dekret abermals neue Soldaten in großer Zahl ausgehoben. Angestauter Unmut und Hass in der Bevölkerung führten Ende Januar 1813 zum sogenannten Speckrussenaufstand.
Im Oberbergischen wurden die Rebellen Speckrussen genannt, weil ihre Mitbürger sie häufig mit Sauerkraut und Speck verköstigten. Andernorts nannte man sie auch Knüppelrussen, da sie mit Knüppeln bewaffnet umherzogen, Rekrutierungsbeamte vertrieben, Behördenakten vernichteten und Amtspersonen drangsalierten. In den Häusern bedrängten sie Einwohner, die ihnen aus Furcht vor den Behörden die Unterstützung verweigern wollten.
Die Masse der Aufständischen rekrutierte sich aus sozial deklassierten Tagelöhnern und arbeitslos Gewordenen, die unter den Konsequenzen der napoleonischen Kontinentalsperre für die einheimische Wirtschaft litten. Den Kern aber bildeten Deserteure bzw. junge Männer, die sich der drohenden Konskription entzogen hatten. Charakteristischerweise zerstörten sie in mehreren Fällen die Personenstandsregister und sonstigen für die Organisation des Konskriptionswesens relevanten Akten in den behördlichen Stellen.
Die massivsten Widerstandshandlungen fanden im nördlichen und östlichen Teil des Großherzogtums Berg statt. In Wipperfürth sollen 1813 etwa 800, in Gummersbach sogar 4.000 bis 5.000 Rebellen aufgezogen sein. In Waldbröl plünderten Widerständler unter Führung von Johann Wilhelm Pauli das Haus eines Salz- und Tabakdebitanten und versuchten anschließend die Unterpräfektur in Siegen zu stürmen. In Eitorf wurde das Haus des Maire Reiner Komp von Aufständischen angezündet.
Napoleon, der im späten Januar 1813 über den Aufstand informiert wurde, war empört und sorgte für dessen kompromisslose Niederschlagung, indem er Truppen aus der Zitadelle Wesel ins Bergische Land einrücken ließ. Die Rädelsführer wurden fast ausnahmslos festgenommen. Allein in Düsseldorf soll es 100 Exekutionen gegeben haben. Eine zweifelhafte Form des Pardons bedeutete der Verzicht auf die Hinrichtung gegen die Einziehung zum Militär, da dies, realistisch gesehen, einem Todesurteil sehr nahekam.
Von einer politischen Intention der Aufständischen lässt sich mangels entsprechender programmatischer Verlautbarungen kaum sprechen. Immerhin zeugten die Aktionen von den ersten Auflösungserscheinungen der napoleonischen Herrschaft in Deutschland. Schließlich war den Aufständischen die Katastrophe Napoleons in Russland nicht verborgen geblieben. Die Rebellion fand außerhalb des Großherzogtums Berg zunächst allerdings kein Echo.

## Einzelnachweis
1. ↑  Klas E. Everwyn: „Bald sind die Russen hier“. Ein zerbrochenes Schnapsglas war der Auslöser für den Volksaufstand an der Sieg. Die Zeit vom 2. Februar 1990, 8:00 Uhr